# Орден Святого Миколая Чудотворця (УПЦ КП)
Орден Святого Миколи Чудотворця — український орден, заснований УПЦ КП для вшанування людей за заслуги у відродженні духовності в Україні та за утвердження Помісної Церкви в Україні.

## Нагороджені
- Професор, доктор медичних наук, завідувач кафедри хірургії № 4 з малоінвазивною хірургією ВДНЗУ УМСА (Українська медична стоматологічна академія) Максим Дудченко[1].
- клірик храму святого Миколая (м. Львів) протоієрей, капелан Андрій Дуда[2].
- завідувачка консультативного відділення Івано-Франківського обласного клінічного центру паліативної допомоги, головний позаштатний спеціаліст ДОЗ ОДА з паліативної допомоги, голова ГО "Благодійний фонд допомоги невиліковно хворим «Мати Тереза» — Людмила Андріїшин[3].
- підприємець, засновник і генеральний директор ТОВ «ВІВАД 09», депутат Житомирської обласної ради VII скликання, меценат Ігор Ходак[4].
- міський голова Івано-Франківської ОТГ Руслан  Марцінків.
- народний архітектор України, доктор архітектури, професор Олег Слєпцов.
- Генеральний директор юридичної компанії Ексклюзив Консалтинг Груп Гапонов Олександр.
- Підприємець Гвоздіков Олександр Вікторович. 10 липня 2012 р. за заслуги з відродження духовності в Україні та утвердження Помісної Української Православної Церкви Київського Патріархату.
- Саміляк Микола з сім'єю його отр. Олександра, отр. Євгенії-Лунні та матері їх Інни-Лірі. Ті, хто відкрив храм через 33 роки життя без релігії в місті Городенка.